# Mitchell Mann
Mitchell Mann (Birmingham, 26 dicembre 1991) è un giocatore di snooker inglese.

## Carriera

### 2007-2016: Dal dilettantismo al professionismo
Nel 2007 Mitchell Mann vince lo Junior Pot Black, battendo Jack Lisowski in finale. Successivamente, nel 2014, l'inglese si laurea campione europeo, sconfiggendo John Whitty in finale, con il risultato di 7-2, guadagnandosi un posto tra i professionisti per le stagioni 2014-2015 e 2015-2016. Il suo debutto nel Main Tour da professionista era già arrivato negli anni precedenti nei tornei del Players Tour Championship, ma avviene ufficialmente all'International Championship 2014; qui Mann batte 6-1 Niu Zhuang nel turno delle wildcard, qualificandosi dopo la sconfitta rifilata a Peter Lines nel turno preliminare. Una volta giunto a Chengdu per l'evento vero e proprio, l'inglese vince al primo turno contro il giocatore di casa Wang Zepeng per 6-5, venendo poi eliminato da Michael White al secondo.

### Stagione 2015-2016: La qualificazione al Campionato mondiale
Nella stagione 2015-2016 raggiunge il secondo turno nel Welsh Open e si qualifica per il China Open, sconfiggendo Mark Allen 5-2, ma tuttavia esce subito al primo turno per mano di Rory McLeod. A sorpresa riesce a staccare il biglietto per il Crucible Theatre di Sheffield, qualificandosi per il Campionato del mondo. Nei preliminari Mann batte Kishan Hirani 10-7, Matthew Selt e Dechawat Poomjaeng entrambi 10-9 al frame decisivo. L'inglese arriva nel tabellone principale con il Ranking più basso tra tutti i giocatori (74), e viene eliminato da Allen, che si vendica per la recente sconfitta subita al China Open, battendo 10-3 Mann.

### Stagione 2016-2017
Grazie al suo 54º posto nell'ordine di merito nel Players Tour Championship 2015-2016, Mitchell Mann rimane nel Main Tour, assicurandosi anche un posto per la stagione seguente. Dopo un secondo turno conquistato al Northern Ireland Open, l'inglese arriva per due tornei di fila al terzo (UK Championship e Scottish Open), ripetendo il piazzamento anche nel Welsh Open, terminando l'annata al 75º posto in classifica.

### Stagione 2017-2018: La semifinale al Paul Hunter Classic
Mann apre la stagione 2017-2018 arrivando, per la prima volta in carriera, in semifinale in un torneo, al Paul Hunter Classic. Nel corso della competizione elimina: Daniel Wells, Robert James, Oliver Brown, George Pragnall e Mark Joyce. A sconfiggerlo ad un passo dalla finale è Michael White, che lo batte con il punteggio di 4-1. In seguito, l'inglese raggiunge massimo il secondo turno in quattro tornei (English Open, UK Championship, Scottish Open e Gibraltar Open), perdendo comunque il posto tra i 128 professionisti a stagione conclusa.

### 2018-: Il ritorno nel Main Tour attraverso il Challenge Tour
Ritornato un dilettante, Mann si iscrive al Challenge Tour nella stagione 2018-2019, riuscendo a vincere l'evento 4, dopo aver perso in finale nel 2°, raggiungendo il 3º posto nella classifica finale, dietro a Brandon Sargeant e David Grace, ritornando nel Main Tour. Prima di terminare l'annata, viene invitato allo Shoot-Out, dove arriva al secondo turno.

## Ranking[13]
| Stagione  | Ranking iniziale | Ranking finale |
| --------- | ---------------- | -------------- |
| 2014-2015 | Non classificato | 88             |
| 2015-2016 | 73               | 70             |
| 2016-2017 | Non classificato | 92             |
| 2017-2018 | 75               | 79             |
| 2019-2020 | Non classificato |                |